# 로크 드락시치
로크 드락시치(슬로베니아어: Rok Drakšič, 1987년 1월 2일~)는 슬로베니아의 유도 선수, 지도자이다. 2008년, 2012년, 2016년 하계 올림픽에 참가했으며 유러피언 게임 동메달 1개, 유럽 선수권 대회에서 금메달 1개, 동메달 4개를 획득했다.